# 혜원 (동진)
혜원(慧遠, 334년 ~ 416년)은 중국 동진(東晉)의 여산(廬山)에 주석했던 고승이다. 수대(隋代) 정경사(淨影寺)의 승려였던 혜원과 구별하여 여산혜원(廬山慧遠)으로도 불린다. 중국 불교계의 중심적 인물의 한 사람이다.

## 생애
속성(俗姓)은 가(賈)씨로, 어려서 유교의 오경(五經)과 도가(道家)의 노장(老莊)의 학문에도 통달하였으며 나이 열세 살에 외숙부 영호씨(令狐氏)를 따라 허(許), 낙(洛) 등지에서 유학하였다. 354년에 남쪽으로 내려가 유생(儒生) 범선(范宣)을 찾아가려 하였으나 세상이 어지럽고 길이 끊겼다. 그때 도안(道安)이라는 승려가 태행항산(太行恒山)에서 불교의 학문을 널리 펼치고 있다는 소문을 듣고 마침내 길을 돌려 그를 찾아가 만났고, 도안의 인격이나 넓은 학식에 탄복해 도안을 스승으로 모시고 그의 문하에 있으면서 반야경(般若經) 등을 청해 들은 뒤에 출가를 결심하였다. 그의 나이 21세 때였다.
358년 혜원은 도안의 명을 받들고 형주(荊州)로 가서 축법태(竺法汰)를 찾아가 병문안하였고, 그곳에서 도항(道恒)의 「심무의」(心無義)에 대한 견해를 논파하였다. 나이 24세에 講席에 올라서 장자의 견해를 인용해 불교의 實相義理를 설명하고 미혹한 것을 분별해 깨우치게 하였다고 한다. 361年년에는 도안을 따라 왕옥산(王屋山)으로 들어가 몇 년 동안 각지를 돌아다녔고 366년에야 양양(襄陽)에 와서 20년을 주석하였다. 건원 14년(378년) 전진(前秦)의 부견(苻堅)이 양양을 침공해 스승 도안이 태수 주서(朱序)에게 붙잡혀 장안(長安)으로 연행되고, 혜원도 스승과 헤어져 남쪽으로 내려왔고, 강남의 홍교(弘敎)에 이르러 후베이성(湖北省)의 형주(荊州) 상명사(上明寺)로 옮겼다. 이때 도안의 나이 45세였다.
그뒤 장시성(江西省)의 심양(潯陽)에 이르러 여산으로 들어가 서림사(西林寺), 즉 훗날의 동림사(東林寺)에 주석하게 되는데, 이로부터 30년 동안 혜원은 한 번도 산을 나가지 않았다고 한다. 이는 해당 사실을 토대로 창작된 「호계삼소(虎溪三笑)」의 고사로 알려져 있다.

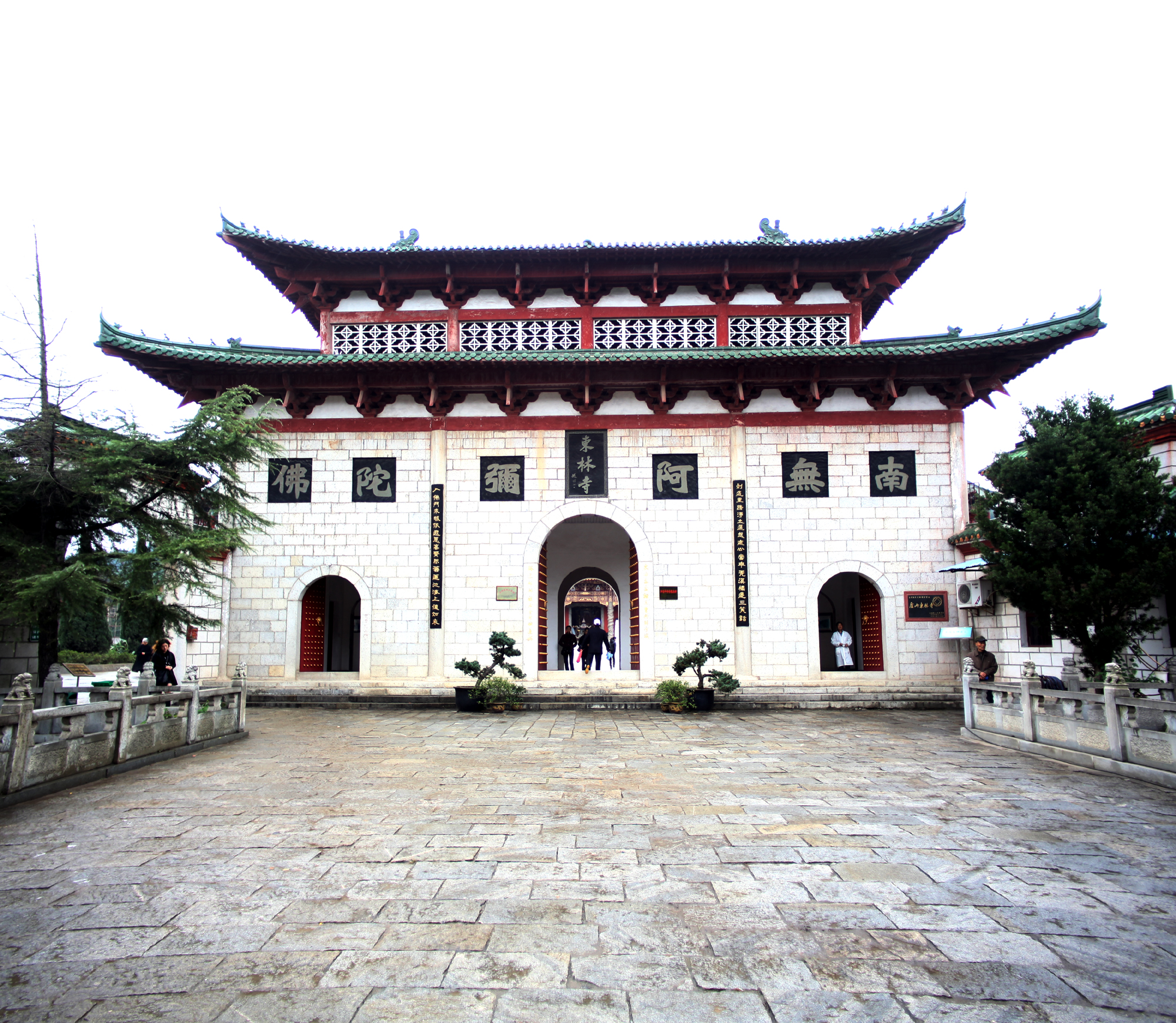
혜원이 주석했던 여산동림사.

융안(隆安) 5년(401년)에 인도의 승려 구마라습(鳩摩羅什)이 관중(關中) 땅에 들어와 국사(國師)로서 후진(後秦)의 수도 장안에 들어오게 되고, 혜원은 구마라습과 자주 편지를 주고받으며 새로 출간된 경전에 대한 의문점 등을 이야기하였다. 그 서간을 모은 것이 《대승대의장(大乘大義章)》이다.
원흥(元興) 원년(402년), 혜원은 동지 123인과 함께 여산 산중의 반야대(般若臺)에 있던 아미타불상 앞에서 염불 실천의 서원(誓願)을 세우고, 백련사(白蓮社, 백련결사)의 조(祖)로서 모셔지게 된다. 다만 혜원의 염불행(行)은 후세의 《정토삼부경》(淨土三部經)에 기초한 전수염불(專修念佛)이 아니라 《반주삼매경》(般舟三昧經)에 기초를 둔 선관(禪觀)과 같은 선종 수행법과 같은 것이었다.
또한 당시 여산을 포함한 장강(長江) 중류 유역의 패자(霸者)로 군림하던 환현(桓玄)에 대해서도 "불법(佛法)은 왕법(王法)에 종속된 것이 아니라"고 정면으로 주장하였는데, 이것이 바로 『사문불경왕자론(沙門不敬王者論)』이다. 승려로서 계율을 굳건히 지킬 것을 강조한 혜원은 계율(戒律)의 정비에도 힘써서 《십송률》(十誦律)의 번역 및 보급에도 힘썼다. 이때 승려 가리파(伽提婆)가 《아비담심론》(阿毘曇心論) 4권과 《삼법도론》(三法度論) 2권을, 불타발다라(佛馱跋陀羅, 각현覺賢，359년 — 429년)가 《수행방편선경》(修行方便禪經)을 번역하였을 때 혜원은 이들 경전에 모두 서문을 써 주었다. 천축에서 담마류지(昙摩流支)가 왔을 때 혜원은 자신의 제자 담옹(昙邕)을 보내어 그가 《십송률》을 번역하는 것을 도왔다고 한다.

## 저서
- 법성론(法性論)
- 석삼보론(釋三報論)
- 대지도론초(大智度論抄)
- 사문불경왕자론(沙門不敬王者論)
- 대승대의장(大乘大義章)

## 전기자료
- 《출삼장기집》(出三藏記集) 권15 「혜원법사전(慧遠法師傳)제3」
- 《고승전》(高僧傳) 권6 「진노산석혜원전(晉廬山釋慧遠傳)」

## 같이 보기
- 중국 철학
- 백련교